# Crioll portuguès de Bidau
El crioll portuguès de Bidau o português de Bidau és una llengua criolla basada en el portuguès que està pràcticament extinta, però que es va parlar a Bidau, un suburbi a l'est de Dili, Timor Oriental, fins a la dècada de 1960, quan els seus parlants es van desplaçar al português padrão.

## Formació i característiques
El crioll portuguès de Bidau va sorgir del portuguès parlat pels colons i mestiços de l'illa de Flores, influenciat per les llengües introduïdes en l'àrea pels militars, homes de Lifau. Comparteix una sèrie de característiques amb criolls pròxims, com el macanès. Probablement ha d'haver estat gran la influència del portuguès de Bidau sobre la formació del tétum plaça.

## Història
Els primers portuguesos van arribar a l'illa de Timor en 1512, i després de segles de contacte del portuguès amb llengües locals va sorgir un crioll de base portuguesa en aquella illa, anomenat “portuguès de Bidau”, en l'actualitat amb relleu pràcticament només arqueològic. Bidau és avui un dels barris de la riba oriental de la ciutat de Dili. El portuguès de Bidau és una llengua criolla, avui pràcticament extinta, que hauria sorgit, d'acord amb Francisco Xavier de Menezes, com a fixació en aquella àrea, ja abans de les campanyes de pacificació, d'una companyia de larantuqueiros (cristians de Larantuka), ja que amb la venda de Flores als holandesos, va ser substituïda per una companyia de segona línia que va mantenir el mateix parlar ja comú en el barri. João Paulo Esperança destaca, en un altre sentit, que el crioll portuguès de Bidau hagués d'haver arribat a Dili quan la capital va ser transferida de Lifau a Dili, junt amb la població de la colònia portuguesa, en 1769.
Actualment el Crioulo portuguès de Bidau està pràcticament extingit. Francisco Aleixo de Menezes manifesta ja en 1968 que trobava només unes 4 a 5 persones ancianes que encara l'usen quan es troben ocasionalment i Luís Filipe Thomaz afirma peremptòriament que en 1974 ja es trobava extint. No obstant això, segons lingüistes timoresos encara subsisteixen alguns parlants del portuguès de Bidau alguns a Dili i alguns a Portugal, entre els refugiats que fugiren després en 1975.

## Exemple de portuguès de Bidau
- Vósse, bai na ôndi?
- Eu bai na riba.
- Vósse vai fazer cuza, bê?
- Eu leva este cànico, vai só lè águ.
- Vósse tira águ, faze cuza bê?
- Eu tira águ, bai cozinha arroze, antis meu marido bên cómi.
- Nós bai na ribeira, bê, toma banho.[1]